# 天津医科大学总医院空港医院
天津医科大学总医院空港医院，又称天津医科大学空港国际医院，位于天津空港经济区中心大道东侧，毗邻天津滨海国际机场，2015年开诊，是一家三级甲等医院。该院2020年2月4日起停止普通门急诊，被征用作为新型冠状病毒肺炎患者的集中收治医院。